# Ievan polkka
Ievan polkka (in finlandese Ievan polkka, "la polka di Eva") è una canzone popolare finlandese il cui testo fu composto nel 1928 da Eino Kettunen su una polka tradizionale.

## Descrizione
La canzone riporta il punto di vista di un giovane uomo, che vuole danzare con Ieva (Eva o Eeva) ma la madre di questa non glielo permette. Insieme scappano nella casa di qualcun altro dove tutte le persone stanno danzando una polka e ballano tutta la notte. Al momento di riaccompagnarla a casa, il giovane trova la madre della sua spasimante che li aspetta con fare minaccioso e le dice chiaro e tondo che lui e Ieva staranno insieme, trascurando tutto il resto.
La canzone è cantata nel dialetto del Savo, il dialetto della Finlandia centro-orientale. La versione dei Loituma di questa canzone include un intermezzo contenente parole casuali in gibberish, ma anche qualche parola in finlandese, che non era inclusa nella canzone originale scritta da Eino Kettunen. Il contenuto di ogni intermezzo varia in ogni performance del gruppo e non è segnato in nessun testo. Questo tipo di canto assomiglia allo scat tipico del jazz.

## Cover

### Versione dei Loituma
Una versione degna di nota è quella a cappella del quartetto finlandese Loituma, pubblicata per la prima volta con il loro album omonimo nel 1995. La cover divenne celebre soltanto nel 2006, quando venne caricato su Internet un video, conosciuto come Leekspin, nel quale Orihime di Bleach rotea un porro in loop e nel quale si sente la sezione in scat della traccia dei Loituma. Il successo del meme spinse il gruppo a reincidere una versione più pop intitolata Ieva's Polka (2006).

### Versione di Holly Dolly
Il successo di Leekspin portò inoltre l'azienda di contenuti per cellulari tedesca Jamba! (la stessa che aveva portato al successo Crazy Frog) a ideare la mascot digitale Holly Dolly, lanciata con una cover di Ievan polkka intitolata Dolly Song (2006) e nel cui videoclip compare il Leekspin per pochi secondi.

### Versione di Hatsune Miku
Una delle versioni più conosciute di Ievan polkka è quella di Hatsune Miku (2007). Nel relativo filmato, la cantante virtuale cita il Leekspin roteando un porro (ortaggio divenuto un elemento distintivo del personaggio).

### Altre versioni
La canzone è stata usata in diversi film, incluso il film russo del 1995 Osobennosti nacional'noj okhoty (Особенности национальной охоты). Nel 2012 anche Mask Kernel Panic fece il remake di questa polka in versione tekno. Esiste una cover in chiave folk metal dei Korpiklaani.
Nel 2020 una cover, pubblicata nel 2018 su YouTube, di un artista di strada turco di nome Bilal Göregen è diventata popolare diventando un meme